# Бабна Река
Бабна Река (словен. Babna Reka) — поселення в общині Шмарє-при-Єлшах, Савинський регіон, Словенія. 
Висота над рівнем моря: 255,6 м.